# Палачинка
Палачинка (од мађ. palacsinta) посластица је пржена у уљу или без уља. Палачинке су округле, могу бити дебеле или танке, а праве се од смесе умешене од брашна и млека или воде, и 1—6 јаја. Палачинка је вероватно најстарији облик хлеба и позната је широм планете, спремана на различите начине.
Палачинка се након пржења премаже слатким или сланим надевом. Од слатких, најчешће се користе пекмез, џем, разни индустријски кремови, мед или слично. Поред тога могу се додати ораси, млевени кекс, воће. Од сланих надева, користе се сир, кајмак, разна већ готова јела, као руска салата, или слично. По премазивању, палачинка се умотава у цилиндричан облик, или се премота у троугласти облик. По жељи, на већ умотану палачинку се могу стављати други додаци.
Слатке, као и слане надевене палачинке могу се сложити у плех, прелити надевом од павлаке и јаја, и запећи у рерни. Надевене палачинке се могу поховати, у смеси корнфлекса, сусама, ораха и сл.
Етимолошки, реч „палачинка“ настала је од латинске речи „placenta“ која значи „колач“.
Постоје различите врсте палачинки, зависно од кухиње у којој су настале: америчке, енглеске, грчке, француске итд. Свака кухиња има јединствен начин припреме и рецепт.

## Историја
Јело је грчко-римског порекла. Године 350. п. н. е., древни грчки песници Архестрат и Антифан први пут помињу плакус. Кратко дело Катона Старијег „О земљорадњи“ из око 160. п.н.е укључује разрађен рецепт за плаценту. Палачинке и данас носи исто име својих грчких и римских предака.
Порекло имена потиче од латинске речи placenta, која је заузврат изведена из грчке речи plakous за танке или слојевите хлебове. Назив јела пратио је траг позајмљивања у неколико језика Централне и Југоисточне Европе; јело потиче из римског доба средње Европе и сматра се да је аустријско-немачки израз palatschinke(n) позајмљен из чешке речи palačinka, то пак из мађарске речи palacsinta, а оно из румунское речи Plăcintă (торта, пита ), где на крају потиче од латинске речи placenta.

## Верзије
Централноевропски палачинке су танке палачинке сличне француским. Главна разлика између француске и средњоевропске верзије јела је у томе што се смеша може одмах употребити за разлику од палачинки за које се препоручује да одстоји неколико сати. Палачинке се праве тако што се од јаја, пшеничног брашна, млека и соли направи тесто и пржи у тигању са путером или уљем. За разлику од дебљих врста палачинки, обично се сервирају са различитим врстама пуњења и једу за ручак или вечеру.
Палачинке се традиционално филују џемовима од кајсије, јагоде или шљива и декоришу са шећером у праху. Бадеми, ораси, чоколадни намази су чести састојци за фил.
Позната мађарска верзија је палачинка Гундел, направљена од млевених ораха, сувог грожђа, кандиране коре поморанџе, цимета и фила од рума, сервирана фламбирана у сосу од тамне чоколаде направљена од жуманца, павлаке и какаа.

## Галерија
- Палачинке са преливом од чоколаде и шећером у праху
- Палачинке са надевом од белог лука
- Палачинке са месом
- Палачинке са павлаком и кавијаром
- Палачинка са сладоледом од јагоде
- Палачинка-торта са преливом од карамеле
- Палачинке из Јапана
- Палачинка са кремом воћем и шлагом, Кафе Гарден Соко Бања 2023.г.